# Брана Митровић
Брана Митровић (1908 - 1984) био је лесковачки педагог и писац, аутор Речника лесковачког говора.

## Биографија
Почео је да пише још као студент. Прву причу Спортиста објавио је 1931. године у истоименом листу. Потом је објављивао у Недељним новинама. Дипломирао је на групи за књижевност и српски језик Филолошког факултета у Београду. Није могао да нађе запослење у Лесковцу, те се бавио новинарством и књижевношћу, предавањима на курсевима експераната, држањем часова слабим ученицима, а држао је и предавања на Народном универзитету. 
Непосредно пре Другог светског рата објавио је неколико прича и фељтона у Политици, а објављивао је и у Правди као дописник из Лесковца. За време окупације сарађивао је са Новим временом те је неко време због тога провео и у затвору. Са појавом Наше речи постао је њихов сарадник, а касније је објављивао у Лесковачком зборнику, Нашем стварању, Градини и другим. Радио је и у просвети, али је 1959. године одстрањен јер је један од његових гестова у настави књижевности схваћен од стране власти као вид диверзије. Потом је радио као службеник лесковачког сајма текстила, да би се вратио у наставу и пензионисан је као професор Пољопривредне школе у Лесковцу.
Пре рата је објавио мању збирку прича под називом Искрице из Дубочице. Након рата објавио је још једну збирку прича под насловом Време протекло. Последње године живота провео је у интензивном раду на Речнику лесковачког говора чије је објављивање у издању Народног музеја Лесковац дочекао пре сам крај живота.